# Norman (Oklahoma)
Norman és la tercera ciutat més poblada d'Oklahoma, als Estats Units. Segons el cens del 2010 tenia 115.876 habitants.

## Demografia
Segons el cens del 2000, Norman tenia 95.694 habitants, 38.834 habitatges, i 22.562 famílies. La densitat de població era de 208,7 habitants per km².
Dels 38.834 habitatges en un 27,7% hi vivien nens de menys de 18 anys, en un 45,1% hi vivien parelles casades, en un 9,5% dones solteres, i en un 41,9% no eren unitats familiars. En el 30,3% dels habitatges hi vivien persones soles el 6,5% de les quals corresponia a persones de 65 anys o més que vivien soles. El nombre mitjà de persones vivint en cada habitatge era de 2,31 i el nombre mitjà de persones que vivien en cada família era de 2,93.
Per edats la població es repartia de la següent manera: un 21,2% tenia menys de 18 anys, un 21,4% entre 18 i 24, un 29,1% entre 25 i 44, un 19,3% de 45 a 60 i un 9% 65 anys o més.
L'edat mitjana era de 29 anys. Per cada 100 dones de 18 o més anys hi havia 99,7 homes.
La renda mitjana per habitatge era de 36.713$ i la renda mediana per família de 51.189$. Els homes tenien una renda mediana de 35.896$ mentre que les dones 26.394$. La renda per capita de la població era de 20.630$. Entorn del 7,8% de les famílies i el 15% de la població estaven per davall del llindar de pobresa.

## Poblacions més properes
El següent diagrama mostra les poblacions més properes.